# كتاب الديار البكرية
كتاب الديار البكرية (بالفارسية: كتاب دياربكرية) هو كتاب عن تاريخ سلالتي آق قويونلو وقره قويونلو التركمانية، مكتوب باللغة الفارسية. يُعتبر الكتاب[مِمَن؟]
```
المصدر الأولي الأكثر أهمية عن تاريخ هاتين الأسرتين. مؤلف الكتاب هو 
أبو بكر الطهراني
، وقد أتم الكتاب بين عامي 875/1469 و883/1478.
```

## المؤلف
كان أبو بكر الطهراني] مؤرخًا ومسؤولًا في بلاط أسرتي آق قويونلو وقره قويونلو. المعلومات الوحيدة التي لدينا عنه تأتي من سيرته الذاتية الموجودة في الكتاب. عرّف عن نفسه بأنه أبو بكر الطهراني الأصفهاني.

## الأهمية
كتاب الديار البكرية هو المصدر الأولي المستقل الوحيد عن أسرتي آق قويونلو وقره قويونلو التركمانية. وكان محمد خواندمير على علم بوجود هذا الكتاب، على الرغم من أنه لم يستخدمه في أعماله. يقول فاروق سومر أن المخطوطة الفريدة لهذا الكتاب تحتوي على معلومات حول عام 876 هـ وهي غير كاملة.